# Parafia Najświętszego Serca Pana Jezusa w Straduni
Parafia Najświętszego Serca Pana Jezusa w Straduni – parafia rzymskokatolicka należąca do dekanatu Koźle diecezji opolskiej w metropolii katowickiej, która została erygowana w 1919. Kościół parafialny zbudowany w latach 1921–1922, mieści się przy ulicy Opolskiej 50a. 

## Proboszczowie
| Lista proboszczów parafii Najświętszego Serca Pana Jezusa w Straduni |                         |
| Okres                                                                | Proboszcz               |
| 1922–1923                                                            | ks. Antoni Siedlaczek   |
| 1923–1926                                                            | ks. Thomas Bieler       |
| 1926–1935                                                            | ks. Adrian Ochman       |
| 1935–1944                                                            | ks. Rajmund Schypulla   |
| 1945–1950                                                            | ks. Feliks Sappok       |
| 1950–1953                                                            | ks. Jan Sorek           |
| 1954–1958                                                            | ks. Bernard Bartoszek   |
| 1959–1960                                                            | ks. Jan Sorek           |
| 1960–1979                                                            | ks. Zenon Dierża        |
| 1979–1989                                                            | ks. Władysław Kut       |
| 1989–2005                                                            | ks. Konrad Kosytorz     |
| 2006–                                                                | ks. Manfred Jan Lubczyk |

## Historia parafii

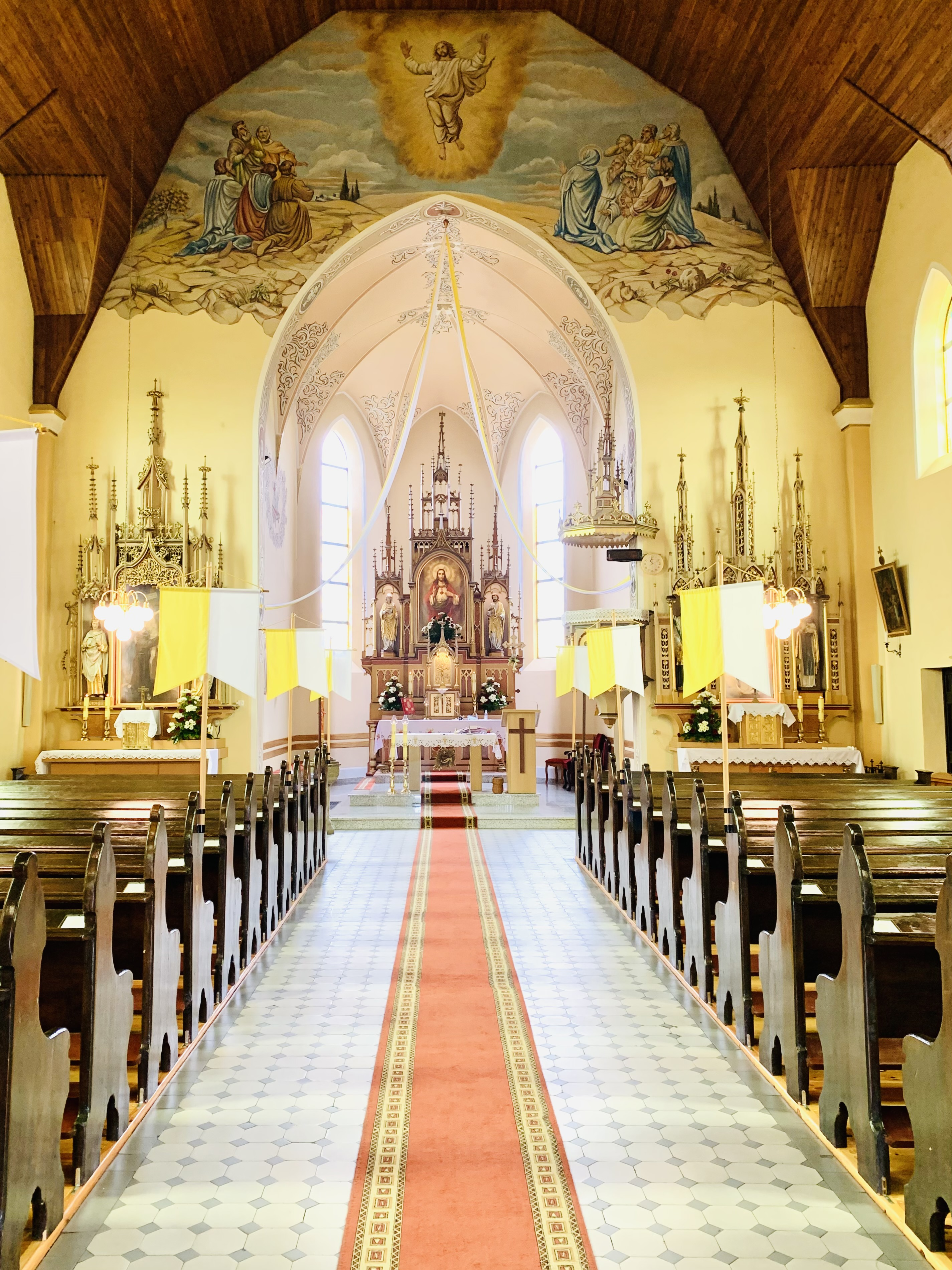
Nawa główna kościoła

Początkowo mieszkańcy wsi Stradunia należeli przed utworzeniem samodzielnej parafii do istniejącej znacznie wcześniej parafii Wszystkich Świętych w Brożcu, odległej o około 5 km na zachód od Straduni . Czyniono wielokrotne starania o możliwość przyłączenia wiernych do położonej znacznie bliżej parafii św. Jakuba w Mechnicy, ale próby te okazały się bezskuteczne. W związku z rozwojem osadnictwa, stopniowym powiększaniem się ludności wsi zaistniała potrzeba posługi duchowej i wybudowania kościoła, a tym samym powołania samodzielnej parafii. Na początku XX wieku, około 1910 zaczęto rozważać możliwość budowy kościoła, ale wybuch I wojny światowej uniemożliwił realizację tego zamierzenia. 
Już w 1915 utworzono we wsi samodzielną placówkę (lokalię) , a w 1919  kuria wrocławska wydała zgodę, podpisaną przez kard. Adolfa Bertrama, na erygowanie parafii pod wezwaniem Najświętszego Serca Pana Jezusa w Straduni, która należała wówczas do dekanatu Gościęcin. W 1920 położono kamień węgielny pod budowę kościoła, a następnie przystąpiono do jego wznoszenia. Grunt pod budowę kościoła udostępnili trzej mieszkańcy wsi: Smykała, Richter i Schendzielorz, a koszt jego zakupu poniosła Johanna Wosczyna. Poświęcenie nowej świątyni nastąpiło 13 sierpnia 1922, a pierwszą mszę świętą odprawił w niej brożecki proboszcz ks. Johannes Schlensag. Powołano wówczas pierwszego proboszcza straduńskiej parafii, którym został ks. Antoni Siedlaczek. 
Warto dodać, że w obrębie parafii znajdują się dwie zabytkowe kaplice pod wezwaniem św. Krzysztofa (XVIII wiek) oraz Serca Jezusowego (XX wiek), położone przy ul. Powstańców Śląskich. Ponadto blisko skrzyżowania ulic Wałowej i Konopnickiej wybudowano na terytorium parafii „Grotę Lurdzką” z figurą Maryi, założoną na pamiątkę objawień w 1858 Matki Bożej we francuskiej miejscowości Lourdes, wizjonerce św. Bernadecie Soubirous . Parafia liczy około 700 wiernych . 

## Grupy parafialne
- Bractwo św. Józefa
- Dzieci Maryi
- Służba Liturgiczna
- Wspólnota Żywego Różańca
- Zespół Charytatywny Caritas (od 1997)

## Gazetka parafialna
Gazetka parafialna o nazwie „Głos Serca” ukazuje się od 29 stycznia 2006, jako czterostronicowy tygodnik (formatu A5), w którym m.in. poza krótkimi rozważaniami duszpasterskimi dotyczącymi niedzielnej Ewangelii, znajdują się informacje o tygodniowym porządku mszy świętych wraz z poleconymi intencjami oraz pozostałe informacje parafialne.